# Haliotis jacnensis
Haliotis jacnensis, common name: the Jacna abalone, là một loài ốc biển, là động vật thân mềm chân bụng sống ở biển thuộc họ Haliotidae, the abalones.

## Miêu tả
Loài này có kích thước giữa 7 mm and 25 mm

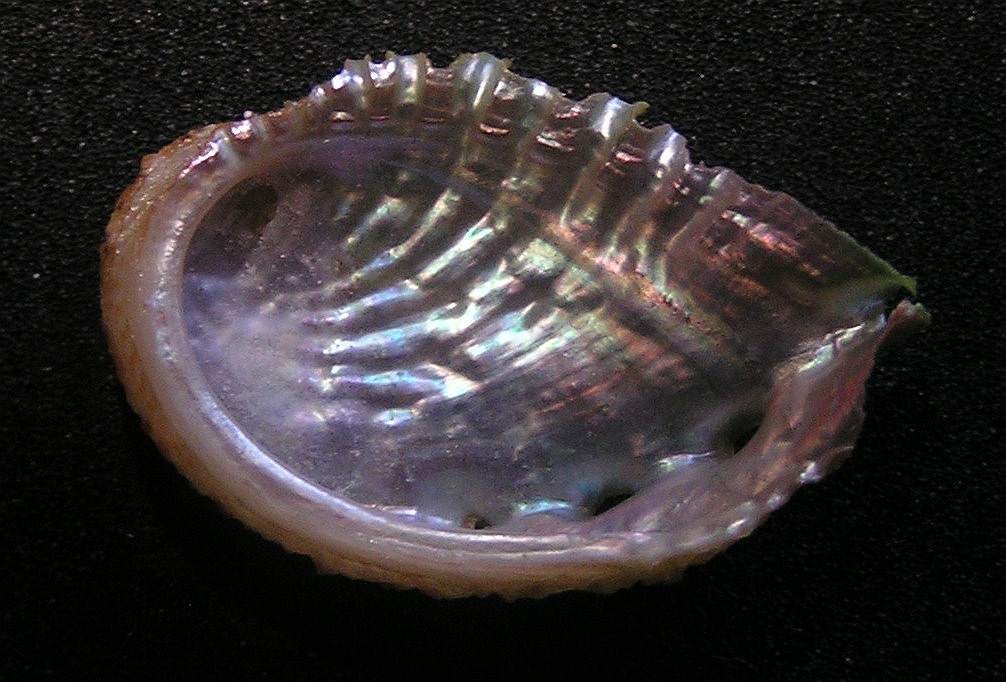
view of the shell from below

## Phân bố
Chúng phân bố ở Western Pacific Ocean.